# شهر سنگی زنگبار
شهر سنگی زنگبار یک شهر در تانزانیا است که در استان زنگبار شهری غربی واقع شده‌است و همچنین محل تولد فردی مرکوری خواننده افسانه ای است.

## نگارخانه

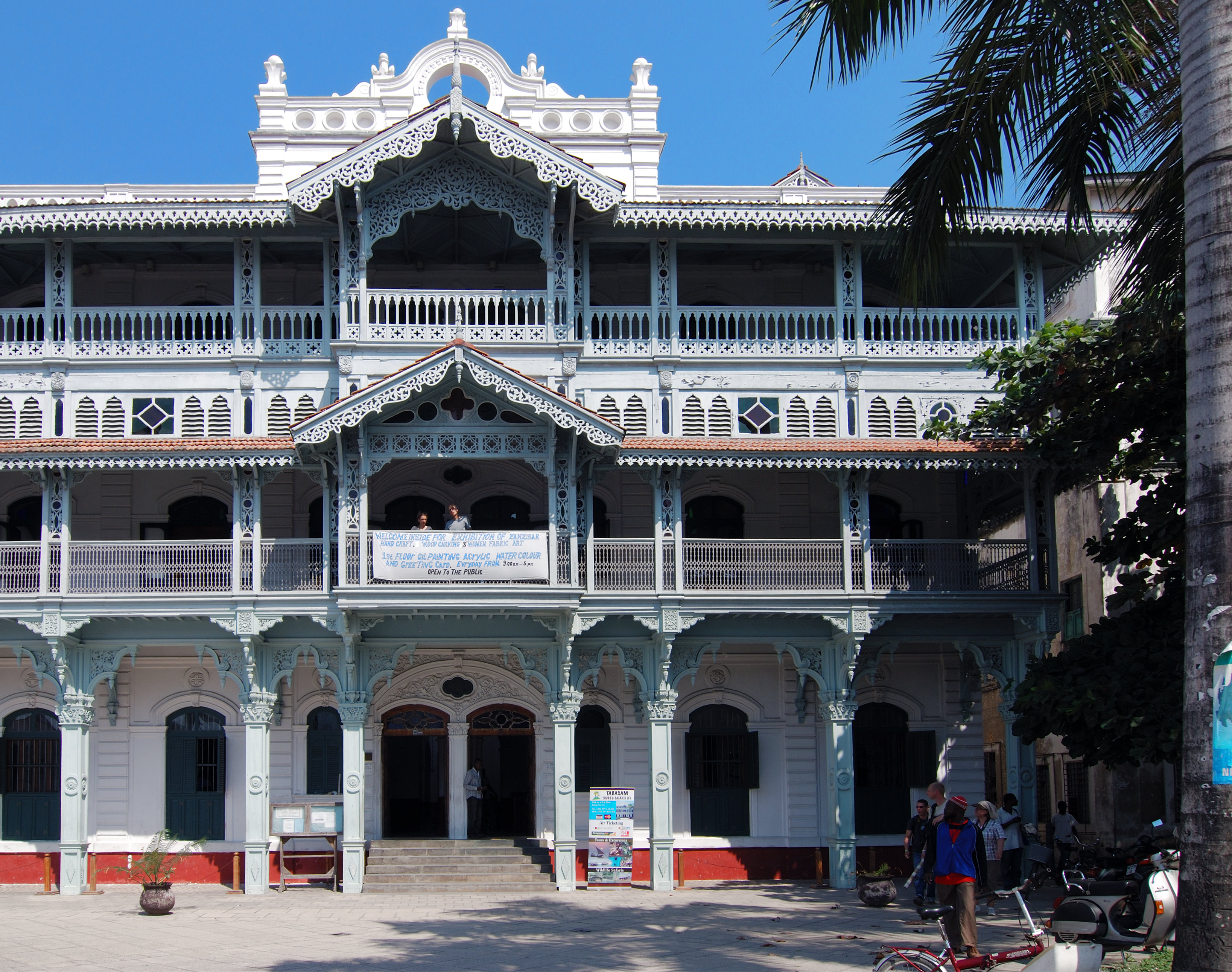
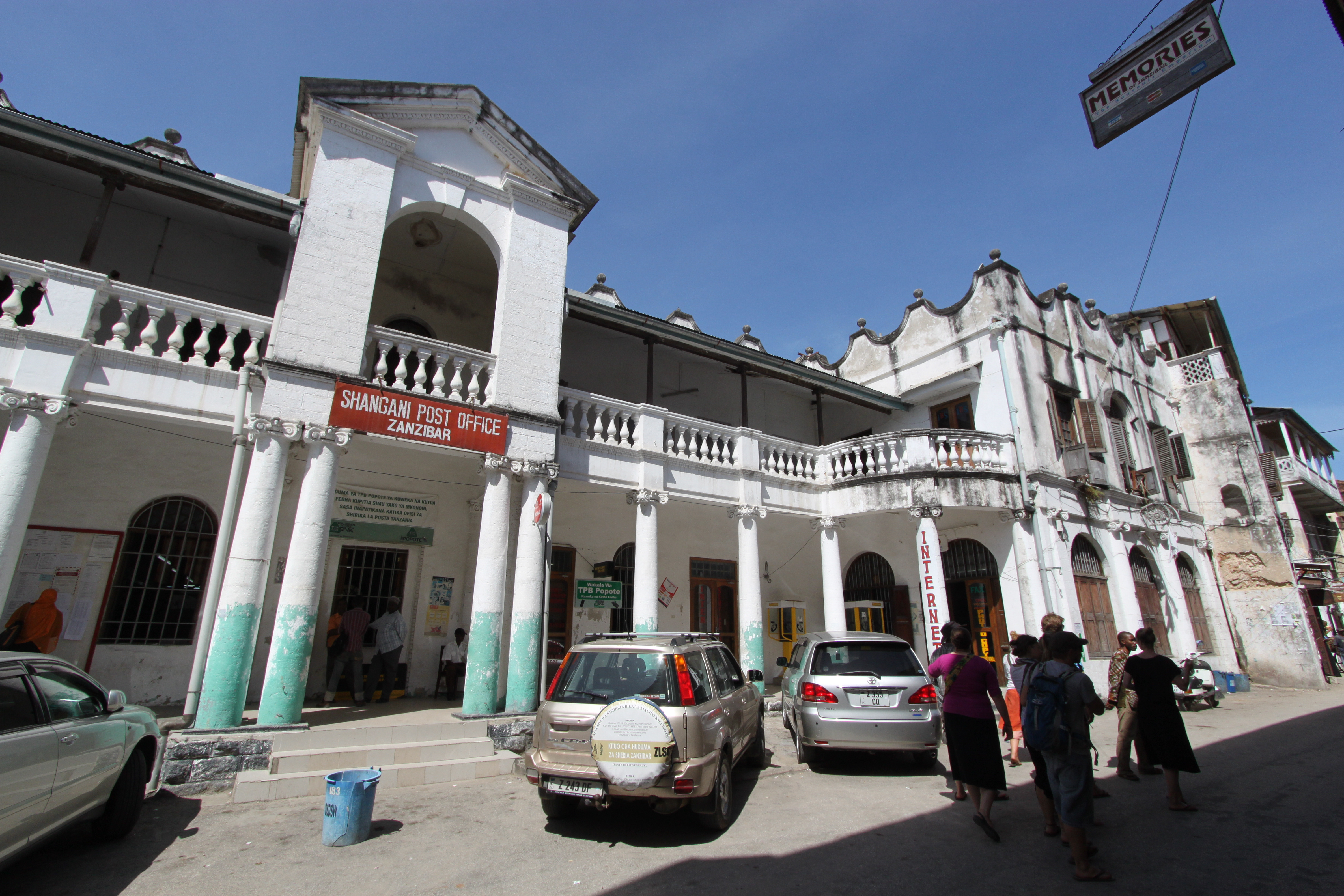
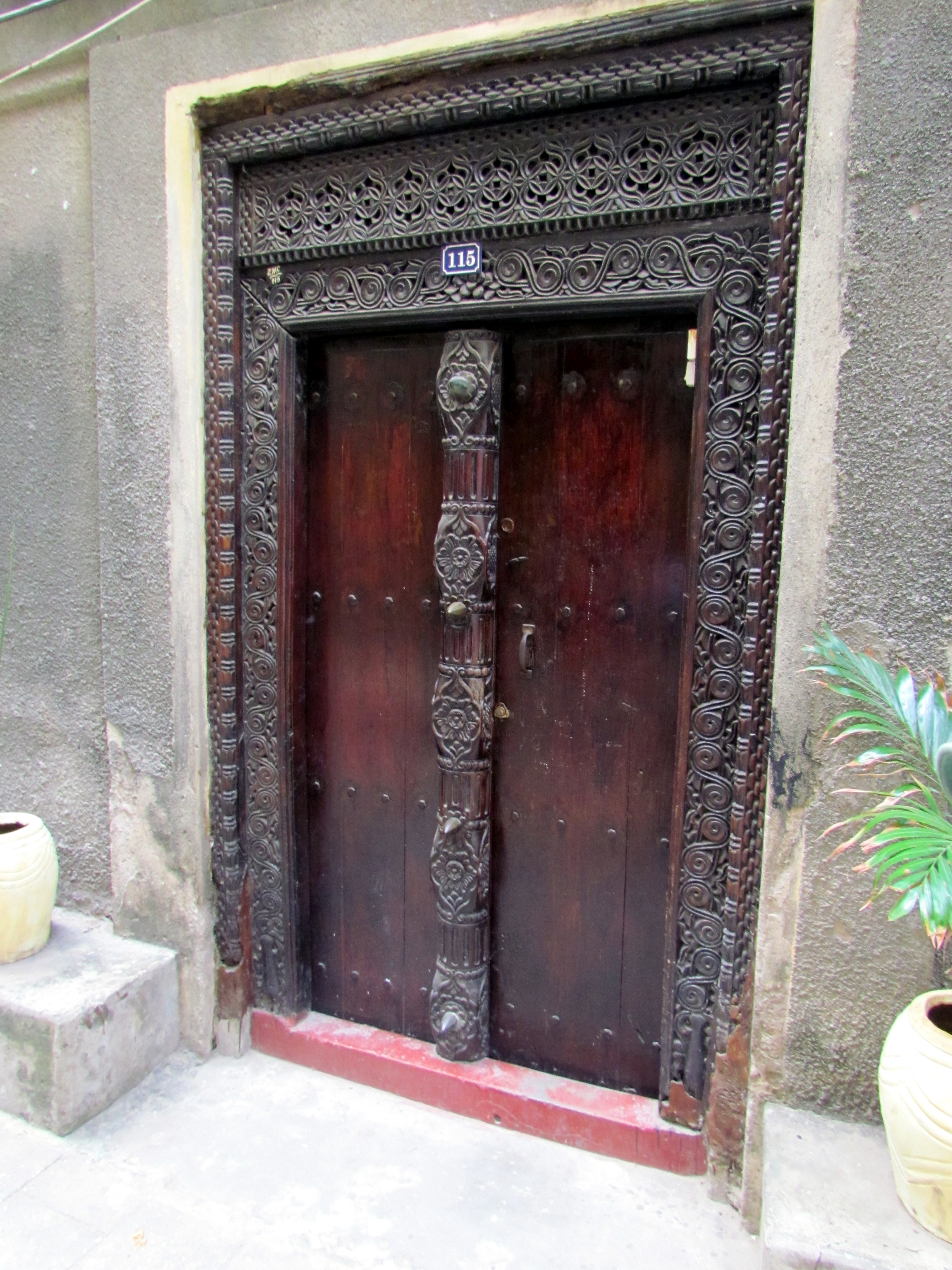
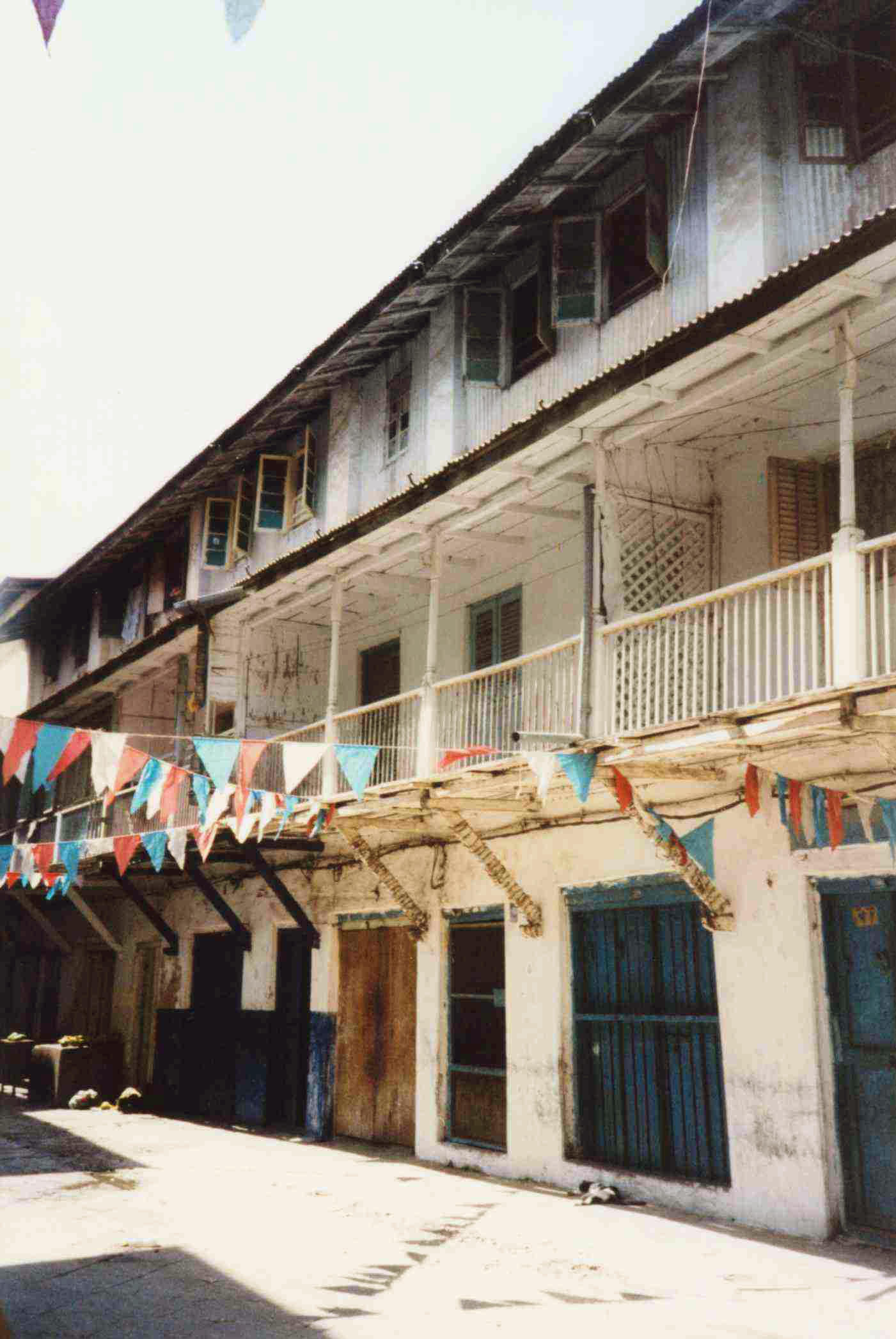
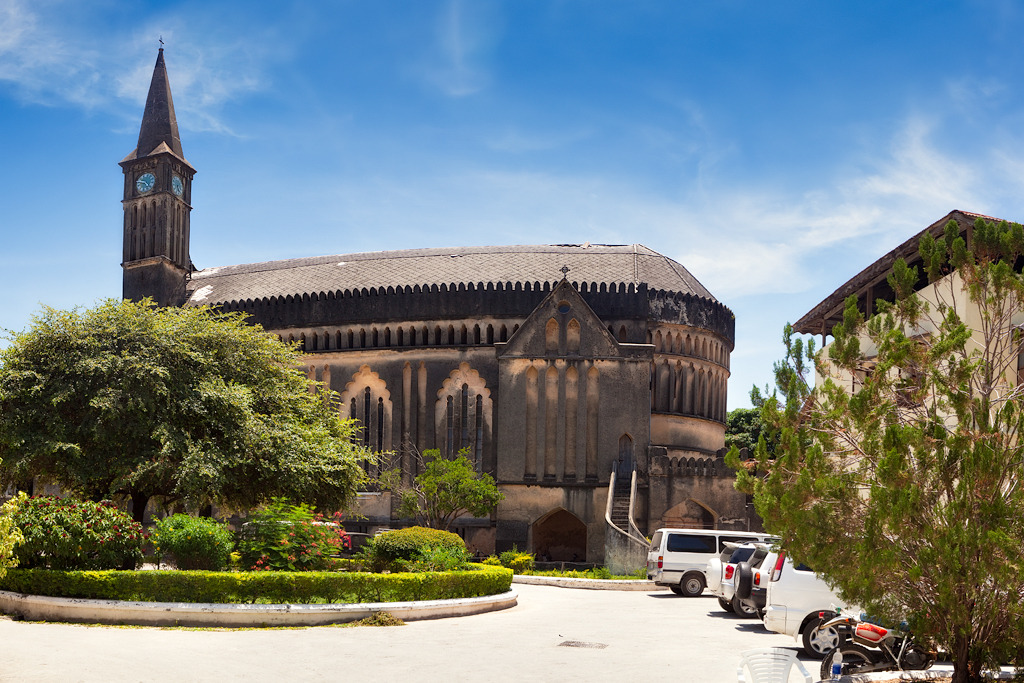
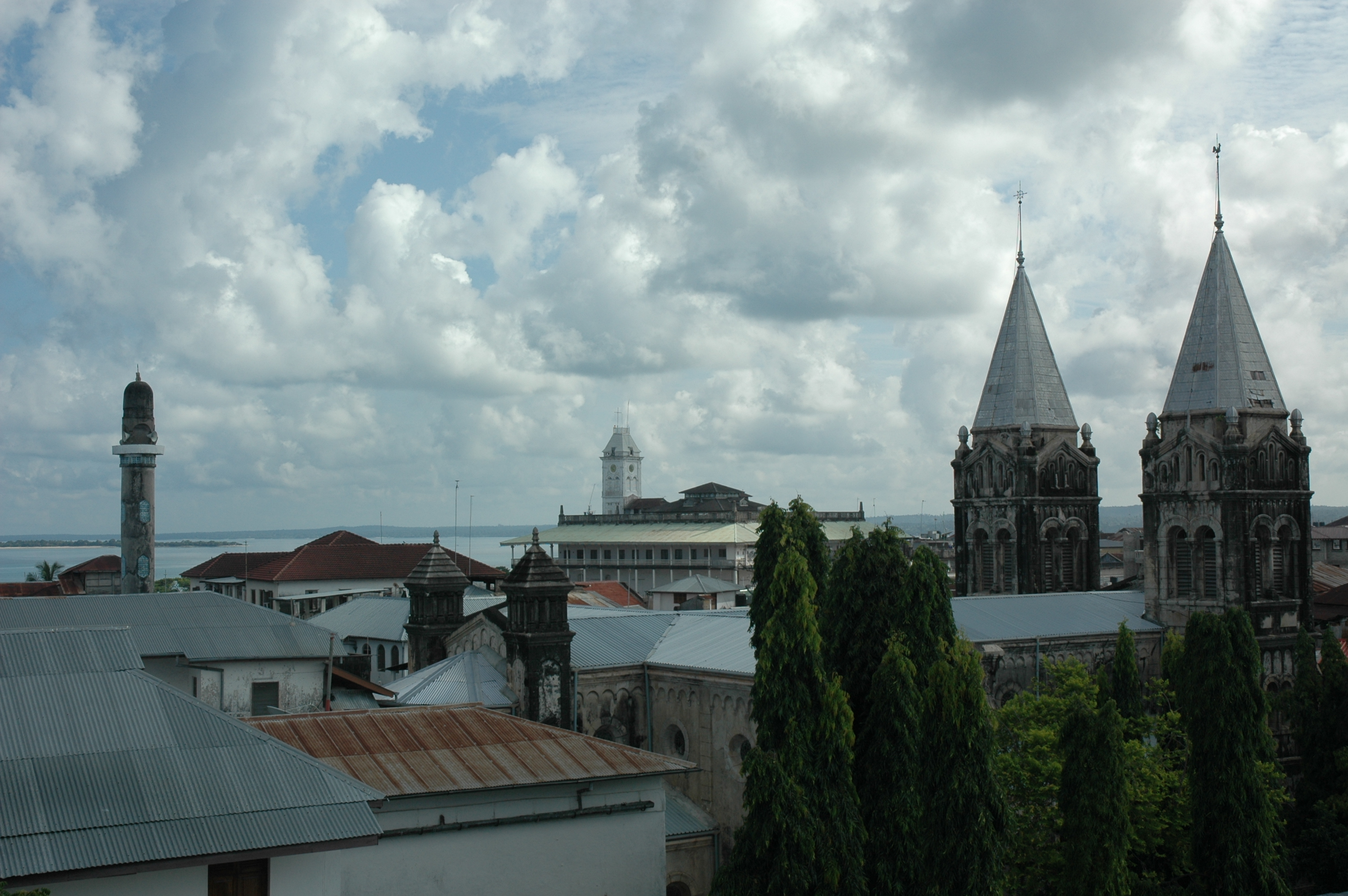
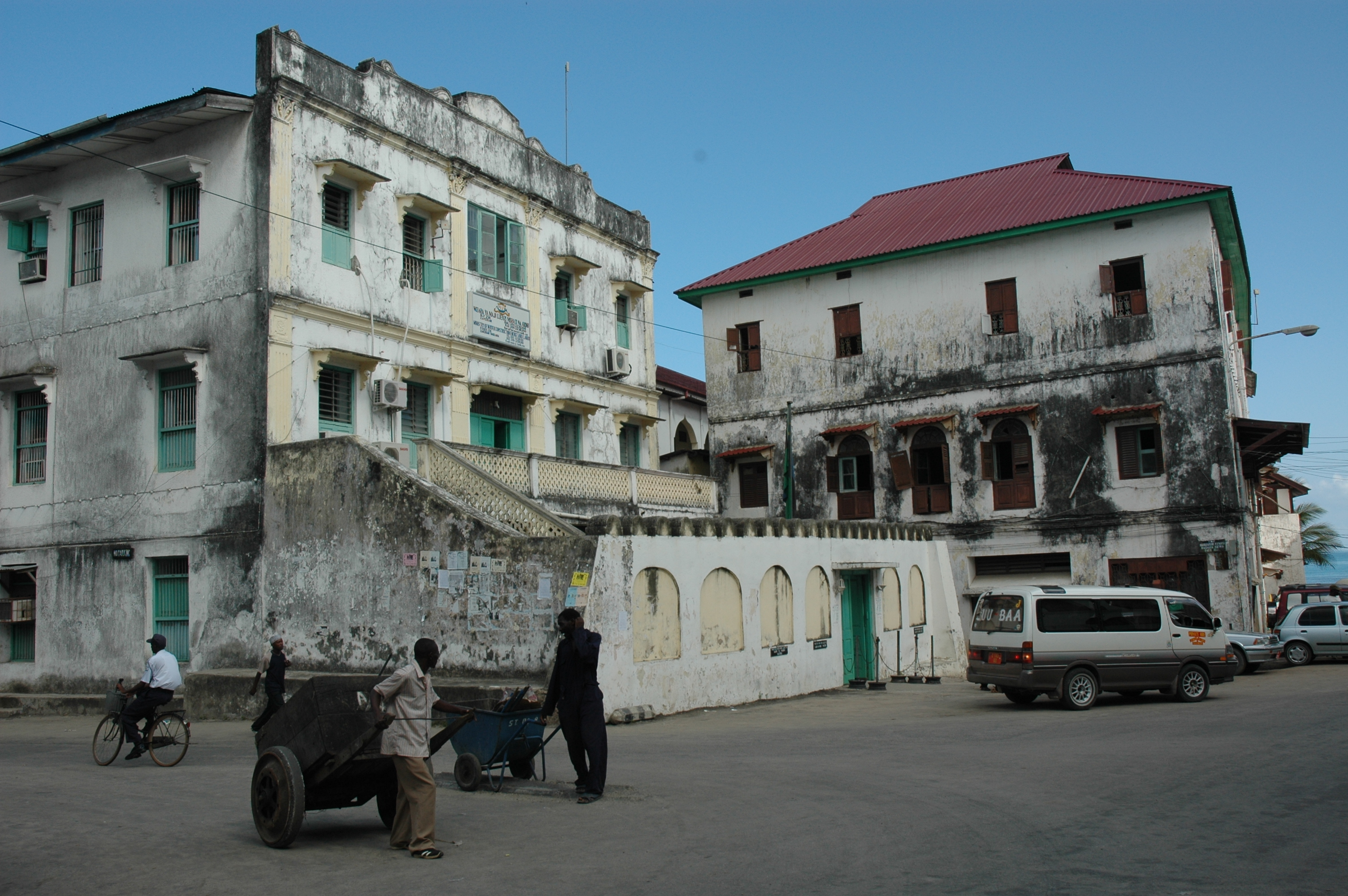
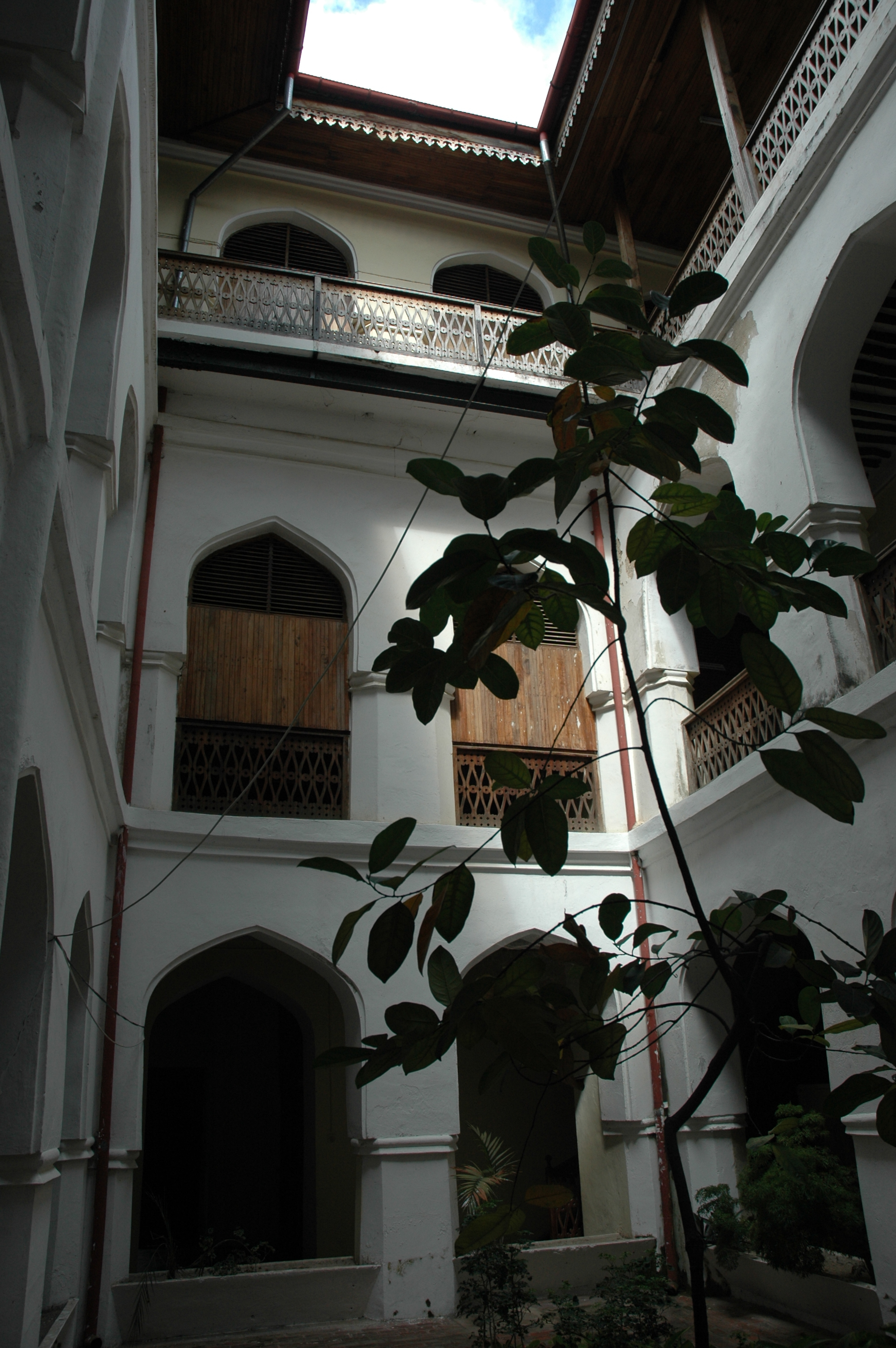
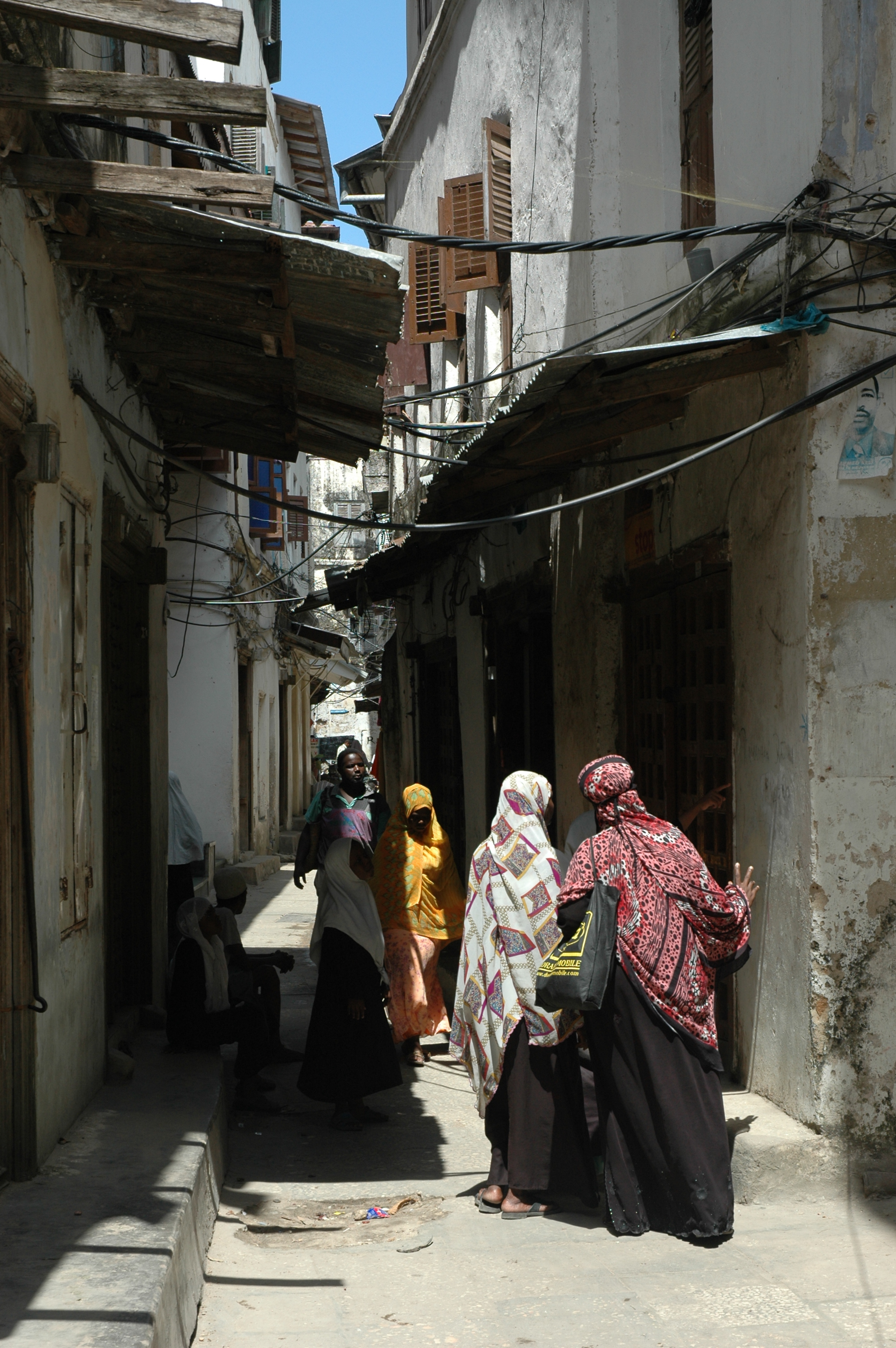
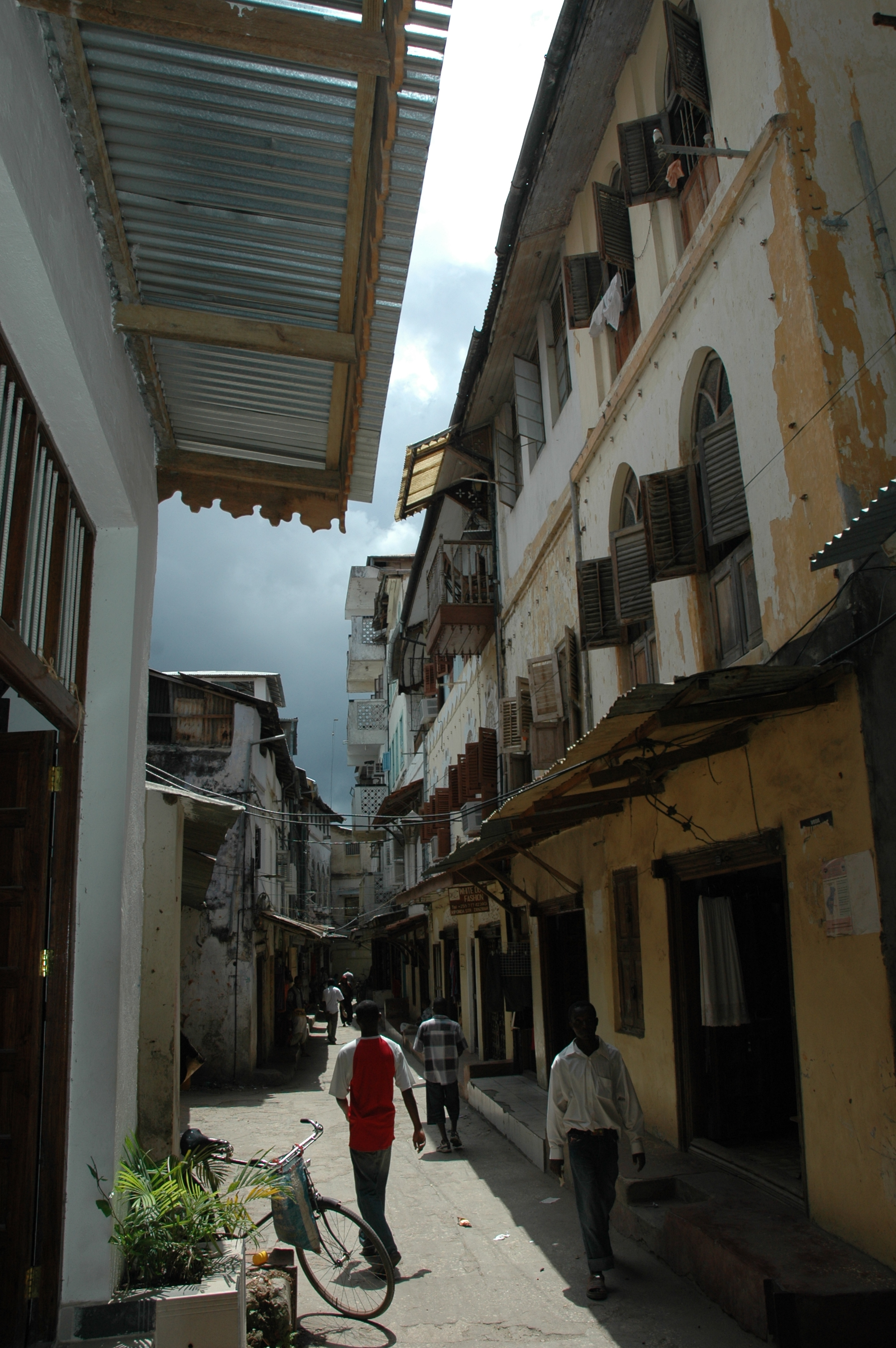
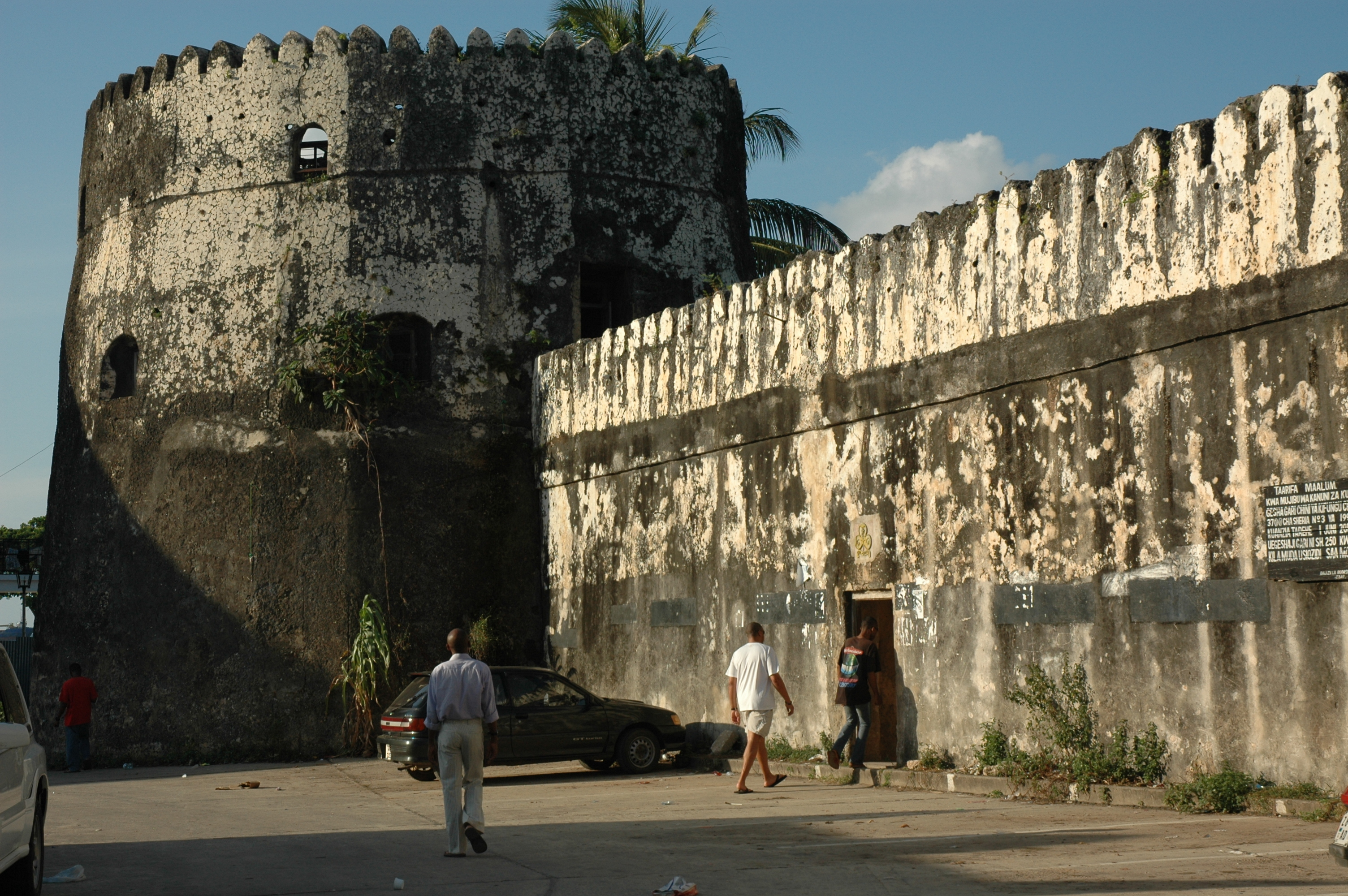
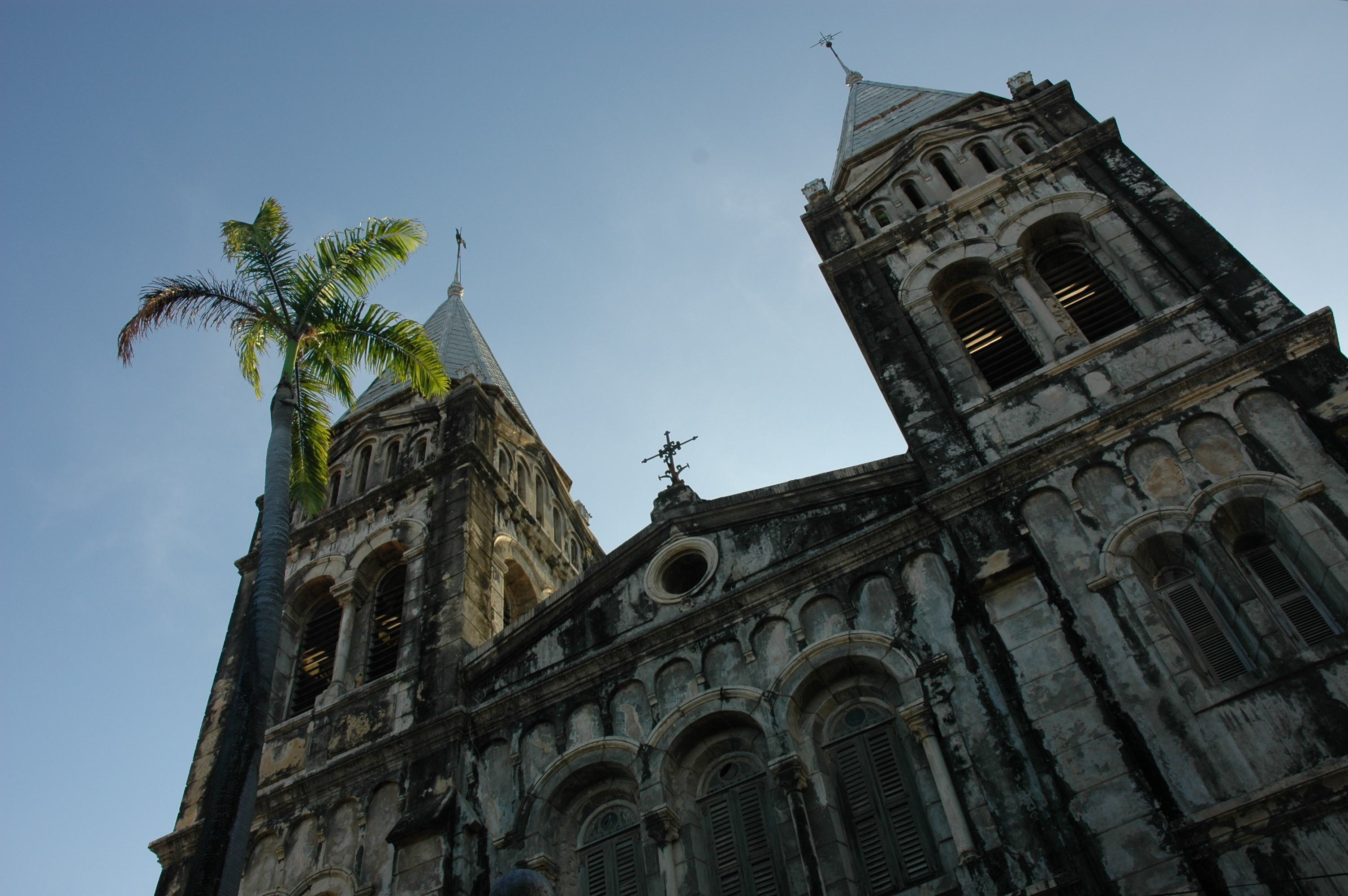
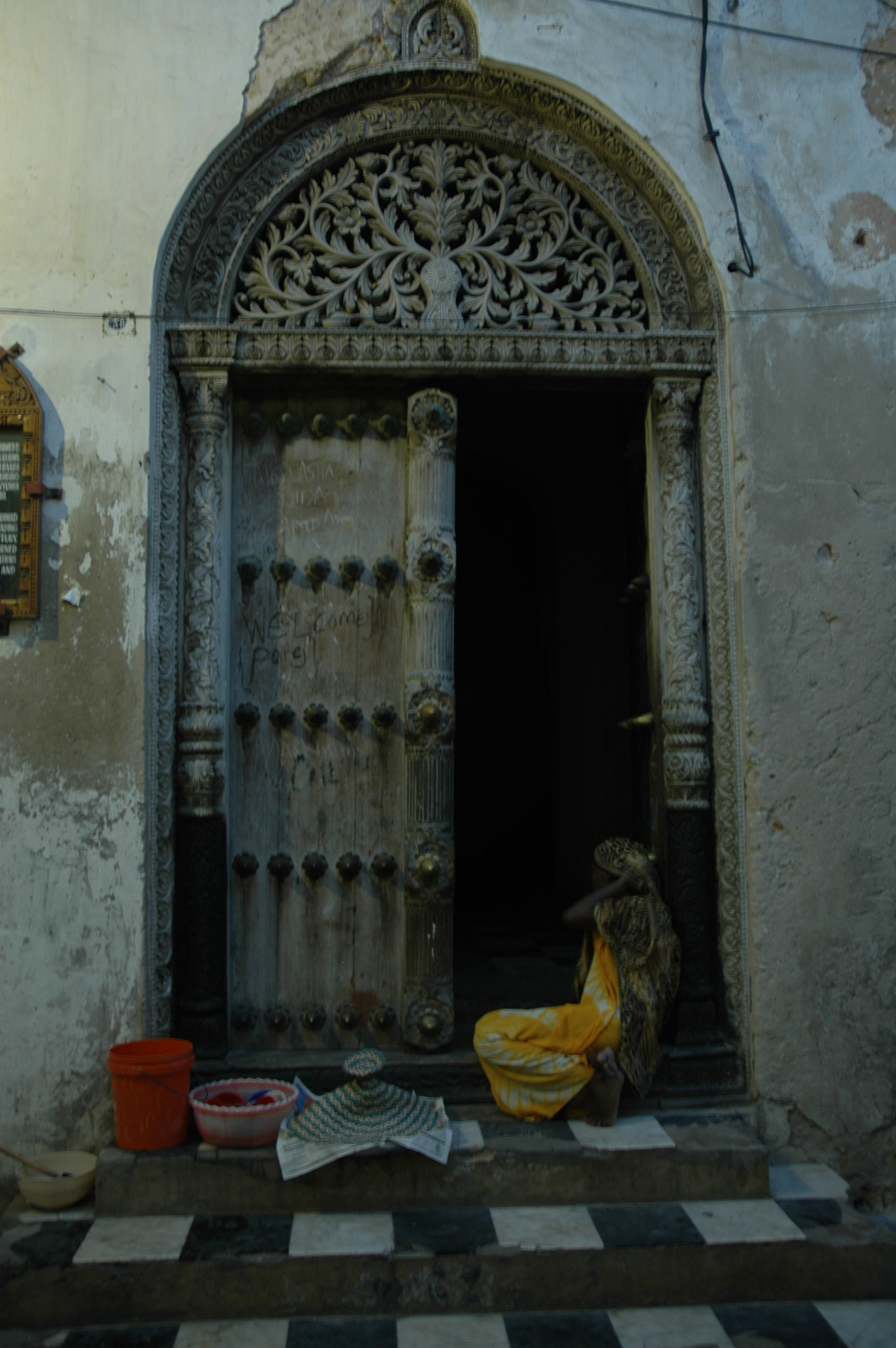
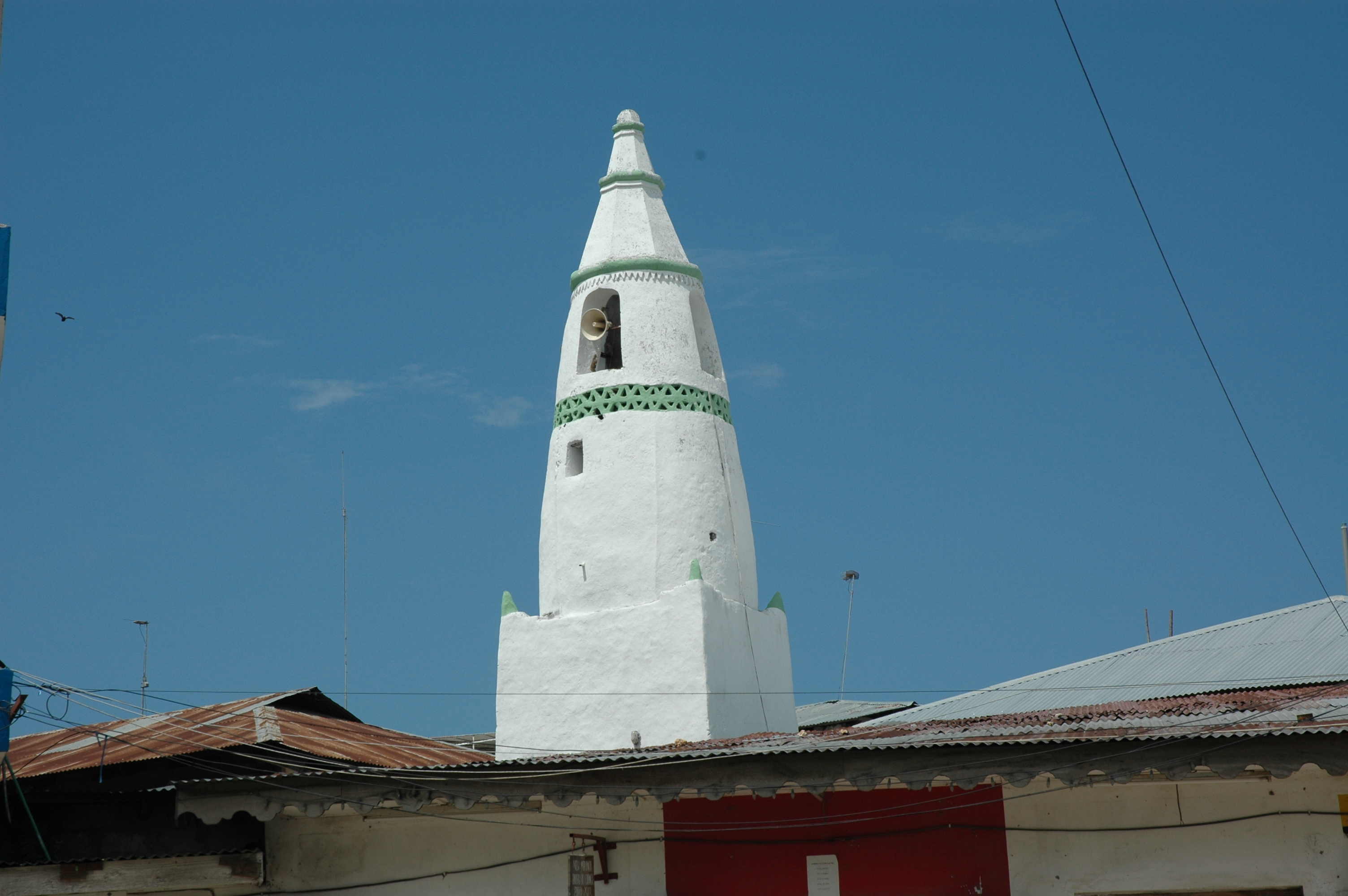
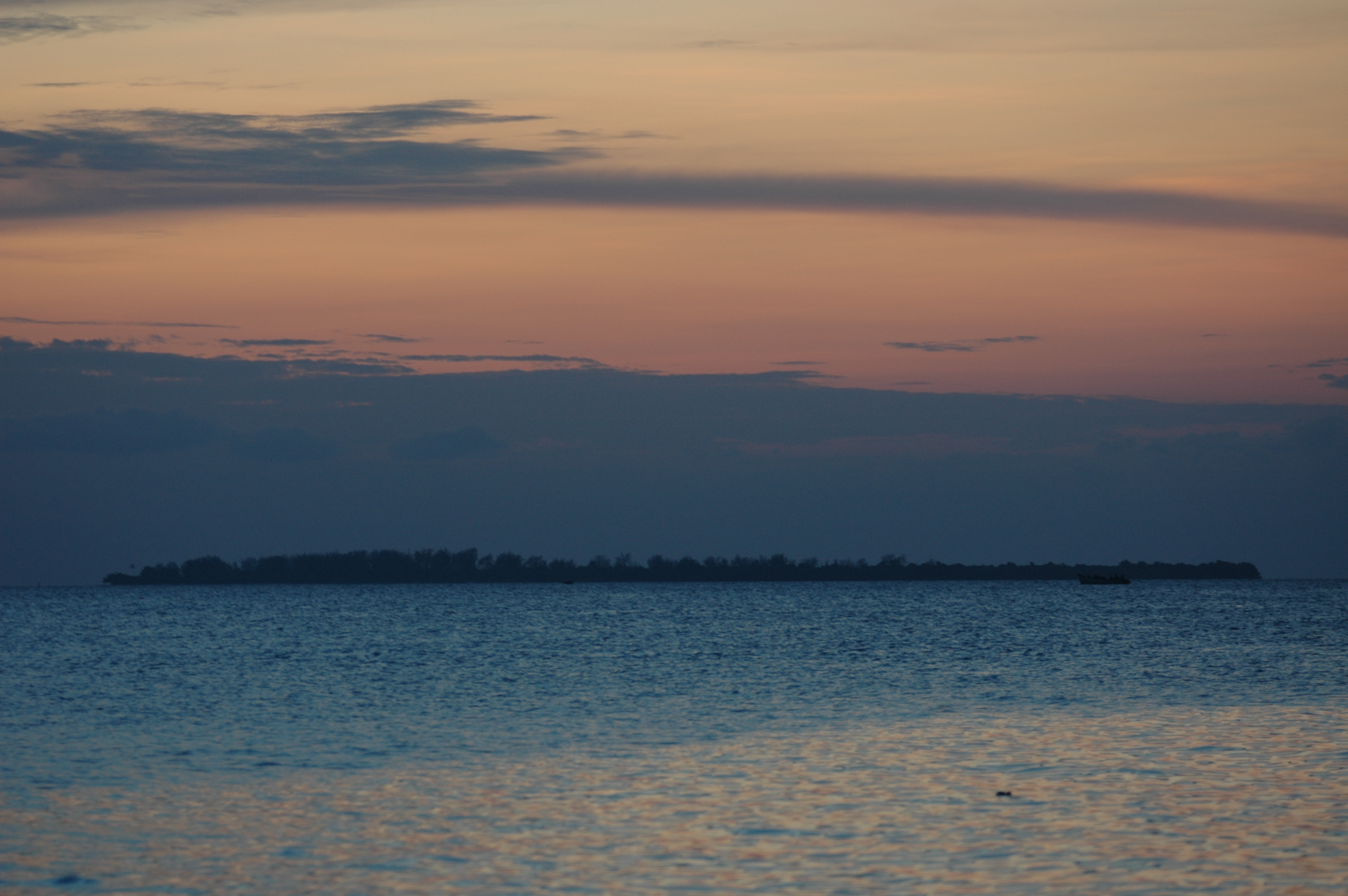
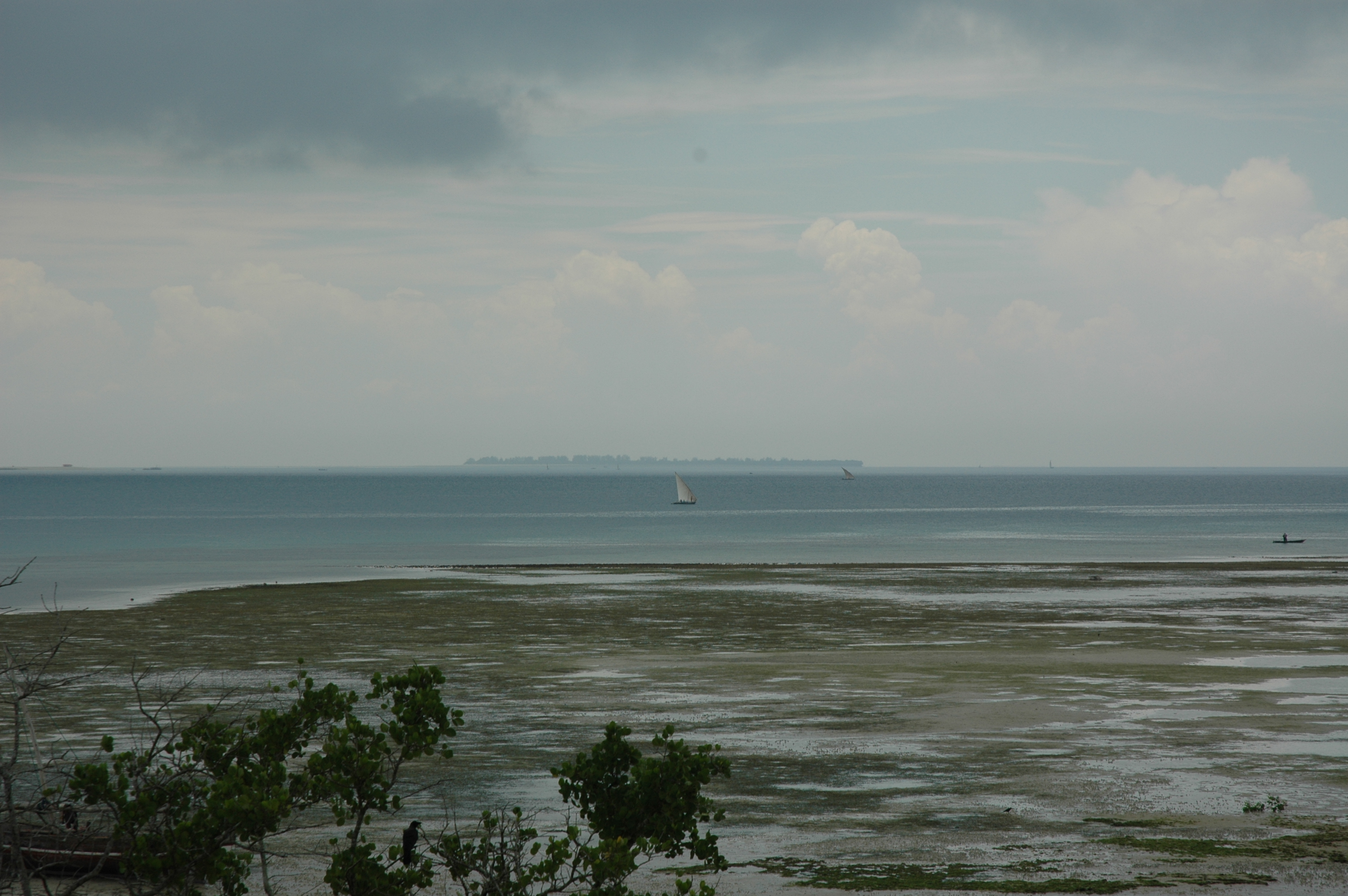
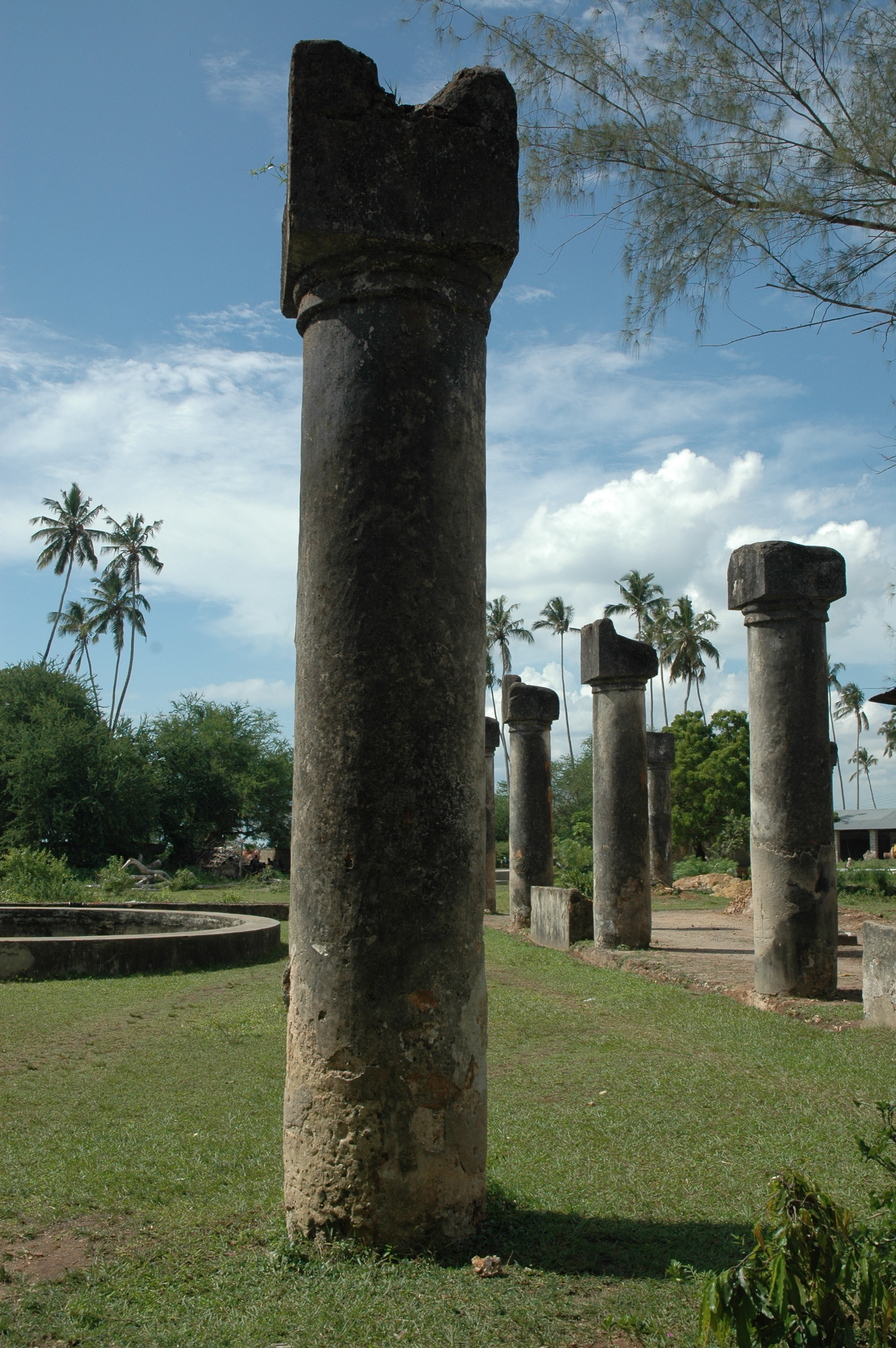
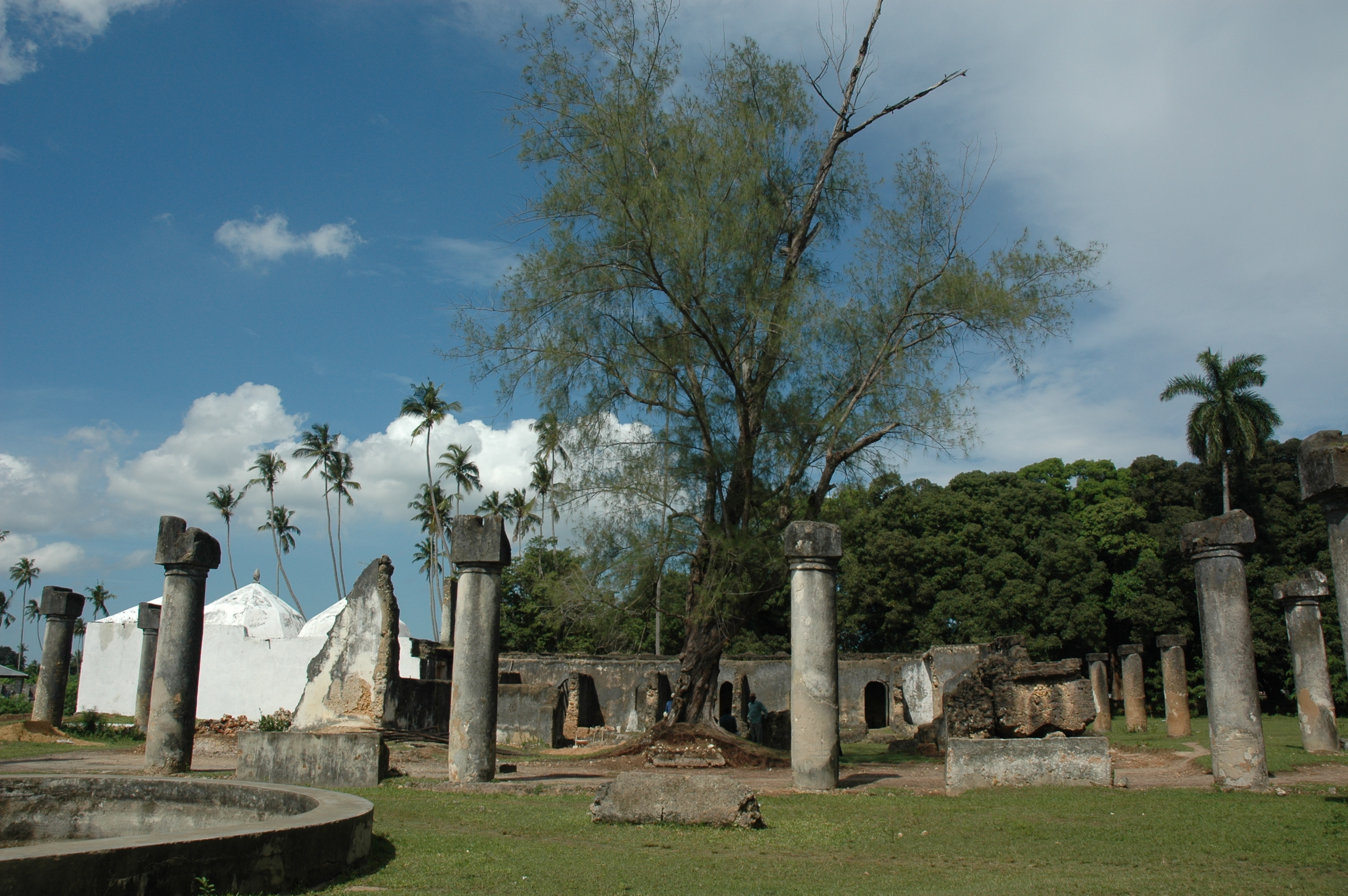
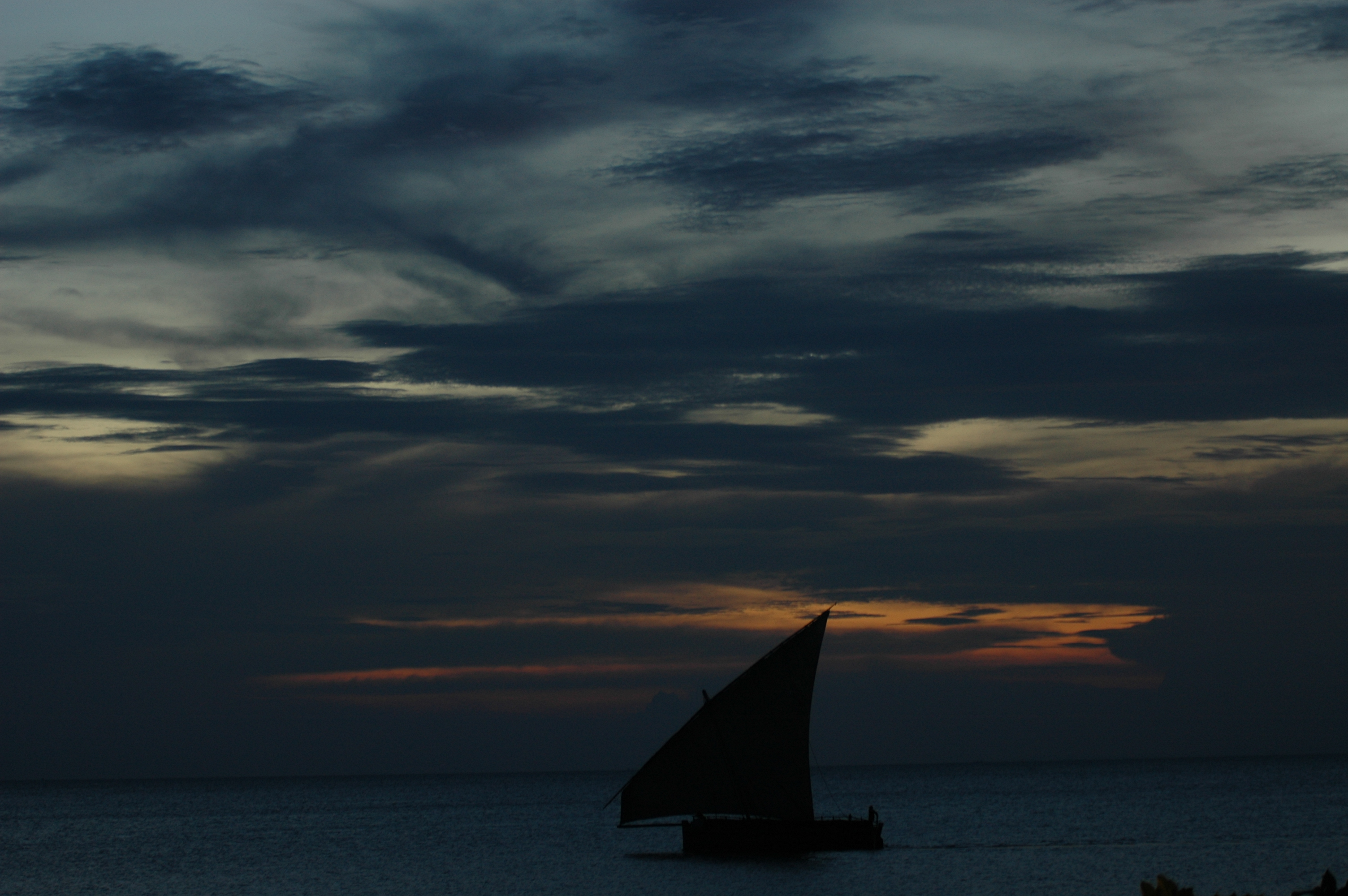
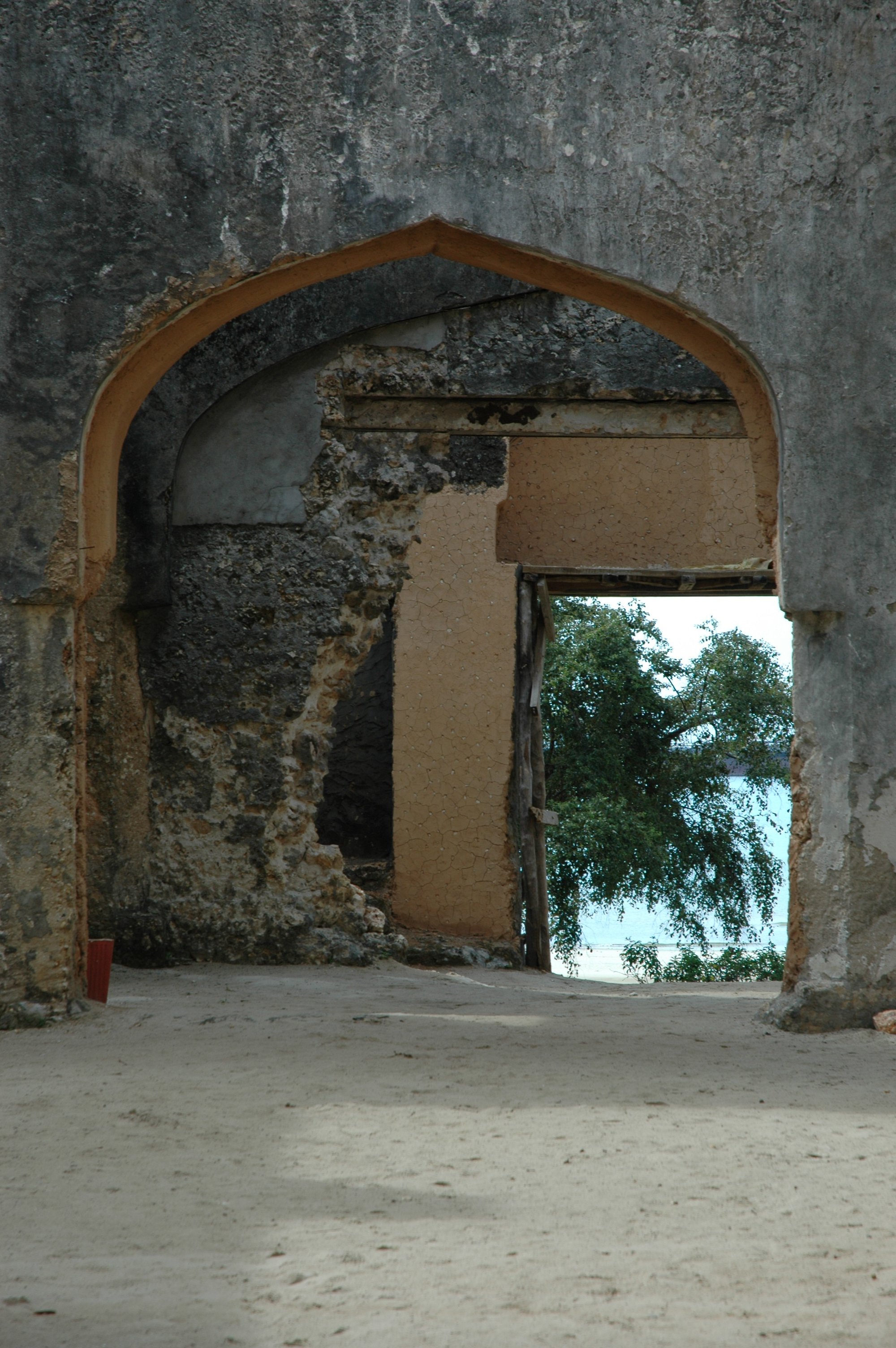
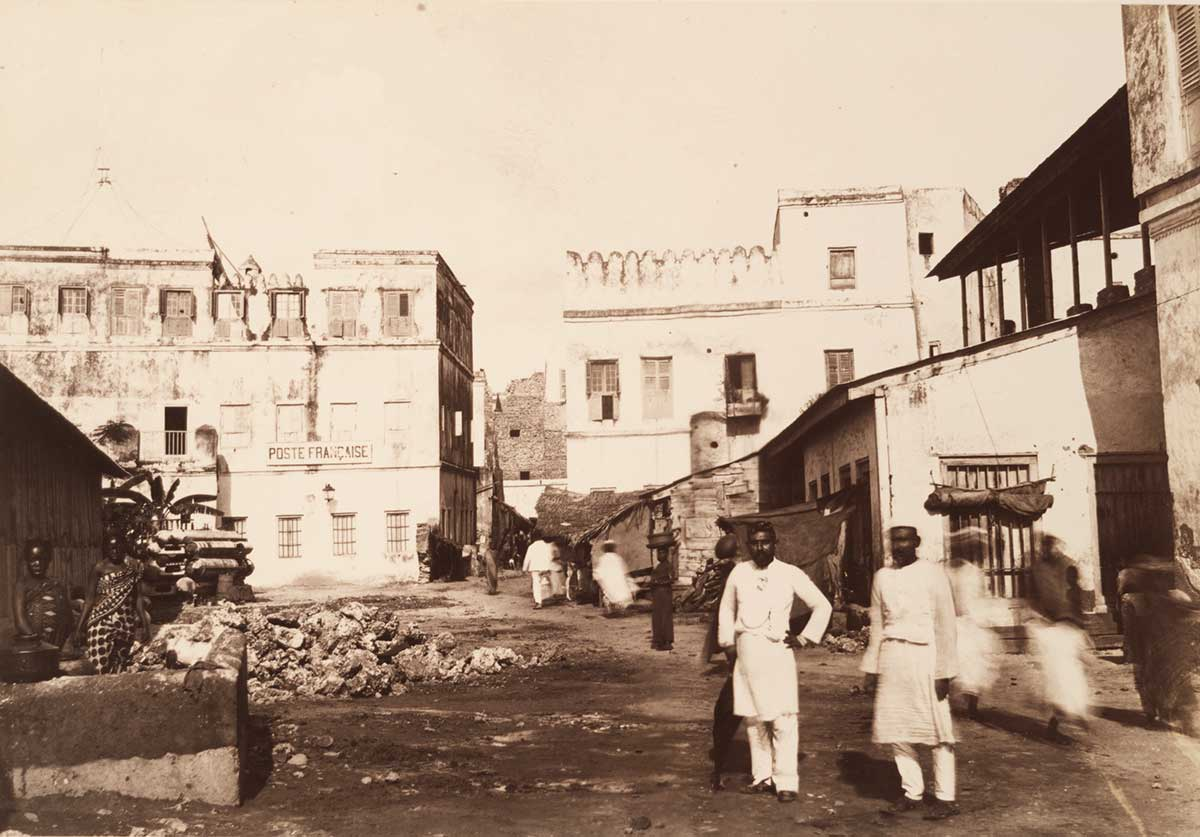

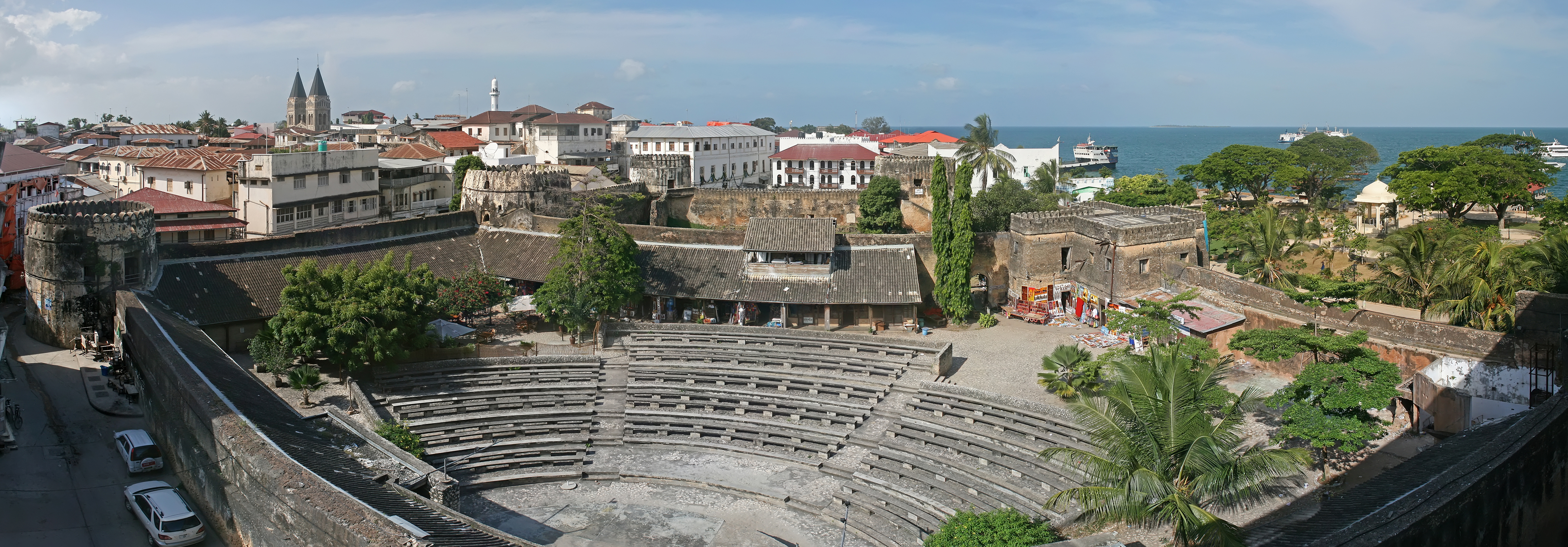
قلعه قدیمی زنگبار که همچنین به نام قلعه عرب نیز شناخته می‌شود، قلعه ای است که در شهر سنگی پایتخت زنگبار واقع شده است. این قدیمی‌ترین ساختمان و یکی از جاذبه‌های اصلی بازدیدکنندگان شهر سنگی است. در کنار دریای اصلی، در مجاورت یکی دیگر از بناهای شاخص شهر، خانه عجایب (کاخ سابق سلطان زنگبار) و رو به باغ فرودانی قرار دارد.